# Oxytate virens
Oxytate virens là một loài nhện trong họ Thomisidae.
Loài này thuộc chi Oxytate. Oxytate virens được Tord Tamerlan Teodor Thorell miêu tả năm 1891.